# H2O: Just Add Water
H2O: Just Add Water (H2O: Sirenas del mar en Hispanoamérica y H2O en España) es una serie de televisión australiana de drama y fantasía, transmitida desde el 7 de julio de 2006 y hasta el 26 de abril de 2010 por Network Ten.
Esta protagonizado por Claire Holt, Phoebe Tonkin y Cariba Heine. En la tercera temporada Claire Holt quien interpreta a Emma, abandona la serie para dedicarse a otros proyectos y la sustituye Indiana Evans.
Actualmente desde agosto de 2025 se emite en Clan TV de lunes a viernes de 21:00 a 22:00
Después de su estreno en Australia,fue transmitida a nivel mundial por diferentes cadenas de televisión, siendo doblada en español, árabe, griego, polaco, ruso, italiano, portugués y francés. Se convirtió en la serie australiana más licenciada para el exterior en 2006, siendo vendida a alrededor de 120 países. La serie se tornó un fenómeno en todo el mundo y fue líder de audiencia en varios países, como Argentina, Uruguay, Perú, Venezuela, Paraguay, Chile con récords de audiencia en España, Portugal,  Marruecos y en su país de origen Australia. La serie se transmitió en América Latina, Europa, Asia, Medio Oriente y Oceanía, teniendo una audiencia de más de 250 millones de espectadores.

## Argumento

### Primera temporada
La historia gira en torno a Rikki Chadwick, Emma Gilbert y Cleo Sertori, tres adolescentes australianas de 15 años. Emma (Claire Holt), es la deportista nadadora del grupo y la más sensata; Cleo (Phoebe Tonkin), es una chica de personalidad tímida y Rikki (Cariba Heine), una chica rebelde. Un día, por culpa de una broma pesada de Zane (Burgess Abernethy) un chico egoísta y borde,  las chicas se pierden en el mar hasta que consiguen llegar a la misteriosa Isla Mako. Las chicas caen  en una cueva en el interior de un antiguo volcán inactivo en la que había un estanque, quedando atrapadas. Se meten al agua y justo cuando una luna llena pasa sobre ellas, bañando la piscina a la luz se produce una reacción efervescente en el agua. Para poder salir del volcán, deciden salir por una salida submarina al descubrir que está conectada con el mar. 
Al día siguiente de eso, las chicas descubren que no volverán a ser normales, puesto que, a los 10 segundos de tocar el agua, se convierten en sirenas. Deciden mantenerlo en secreto excepto con Lewis McCartney (Angus McLaren) un chico inteligente y protector, uno de sus mejores amigos. A lo largo de la temporada otras dos personas lo descubren.
Después de todo conocen a la señorita Chattam una anciana que fue sirena años atrás y se enfrenta a Zane. Esto hace que sin querer él hunda por accidente su barco, se ahogue y pierda el conocimiento. Pero justo después, viene Emma a salvarlo mientras el barco se hunde pero el no consigue verle la cara mientras pierde el conocimiento. Cuando el naufraga en Mako su obsesión aumenta hasta que no deja escapar su presa. Rikki se enamora de Zane , pero esto no les hace gracia a Emma, Cleo y Lewis para mantener el secreto a salvo, allí conocen a la doctora Dayman una bióloga marina que les tiende una trampa con la ayuda de Zane y esto hace que el descubra la identidad de las sirenas . Lewis y Zane se alían y salvan a Cleo, Rikki y Emma. Mientras que Dayman piensa que ya no vuelven a ser sirenas por el efecto luna llena, más tarde Rikki y Zane se separan porque son personas diferentes, y luego ellas tres y Lewis descubren que vuelven a ser sirenas.

### Segunda temporada
Al instituto llega Charlotte Watsford (Brittany Byrnes), una chica de la misma edad de Rikki, Emma y Cleo que se interesa demasiado por Lewis, causando grandes problemas entre la amistad que Lewis tiene con Emma y Rikki, y la relación entre Lewis y Cleo. Las chicas intentan ser inmunes a la luna llena, desencadenándose una serie de problemas que no suelen controlar muy bien. Por su parte, Charlotte visita la isla Mako durante la luna llena y se convierte en sirena, obteniendo así los poderes de Cleo, Emma y Rikki. Cuando Charlotte se entera de que Cleo, Emma y Rikki son sirenas, trata de destruirlas, en especial a Cleo; esto con el fin de quedarse con Lewis. Sin embargo, la ambición de Charlotte es altamente castigada con la remoción de sus poderes, dejándola sin su cola de sirena y sin la amistad de Lewis. Rikki recupera su amor por Zane y vuelven a ser novios contándose el uno al otro la verdad sobre el secreto y Emma conoce a Ash (Craig Horner) un chico carismático y educado , que le da corte decirle su secreto pero al final lo hace.

### Tercera temporada
Después de la partida de Emma, llega Bella Hartley (Indiana Evans) agradable e insegura, quien al igual que Rikki y Cleo, es sirena. Bella se convirtió en sirena a los 9 años en una isla de Irlanda y tiene el poder de convertir el agua en gelatina, una mezcla de sólido y líquido. Cuando Rikki es atacada y secuestrada por un tentáculo de agua, Cleo y Bella salen a su rescate, descubriéndose así que Bella es sirena. Tras el incidente, las chicas se vuelven amigas. Lewis se va a estudiar al extranjero, dejando de ser un personaje protagónico, dándole paso a Will (Luke Mitchell), un joven agradable y cariñoso que practica buceo, el cual se enamora de Bella. Zane está vez esta más unido a las chicas pero esta celoso de Will. Esto hace que  Rikki y el corten por diversos motivos como la luna llena, el buceo de Will que casi se ahoga y besar por error a Sophie (Taryn Marler) la hermana antipática de Will. Con el creciente misticismo de la isla Mako empiezan a aparecer una serie de incógnitas, lo que hace que las sirenas se den cuenta de lo poco que han llegado a conocer sobre esta. En ella se guarda más magia de lo que parece, ocasionando que las chicas tengan que seguir descubriendo los nuevos poderes de la isla y, a su vez, evitando que extraños descubran su secreto.

## Reparto
| Actor/Actriz           | Personaje              | Temporada | Temporada                              | Temporada              |
| Actor/Actriz           | Personaje              | 1 | 2                                      | 3                      |
| Personajes principales | Personajes principales | Personajes principales                                                                                                  | Personajes principales                 | Personajes principales |
| ---------------------- | ---------------------- | --- | -------------------------------------- | ---------------------- |
| Cariba Heine           | Rikki Chadwick         | colspan="1" style="background:#ddffdd;vertical-align:middle;text-align:center;" \|Principal align="center" \| Principal | colspan="2" style=background: #ececec; |                        |
| Claire Holt            | Emma Gilbert           | Principal | Principal                              |                        |
| Phoebe Tonkin          | Cleo Sertori           | Principal | Principal                              | Principal              |
| Angus McLaren          | Lewis McCartney        | Principal | Principal                              | Recurrente             |
| Indiana Evans          | Bella Hartley          | |                                        | Principal              |
| Luke Mitchell          | Will Benjamin          | |                                        | Principal              |
| Personajes recurrentes |                        | |                                        |                        |
| Burgess Abernethy      | Zane Bennet            | Recurrente |                                        |                        |
| Cleo Massey            | Kim Sertori            | Recurrente | Recurrente                             | Recurrente             |
| Alan David Lee         | Don Sertori            | Recurrente | Recurrente                             | Recurrente             |
| Jamie Timony           | Nate                   | Recurrente | Recurrente                             | Recurrente             |
| Trent Sullivan         | Elliot Gilbert         | Recurrente | Recurrente                             |                        |
| Deborah Coulls         | Bev Sertori            | Recurrente |                                        |                        |
| Brittany Byrnes        | Charlotte Watsford     | | Recurrente                             |                        |
| Craig Horner           | Ash Dove               | | Recurrente                             |                        |
| Taryn Marler           | Sophie Benjamin        | |                                        | Recurrente             |
| Penni Gray             | Sam Sertori            | |                                        | Recurrente             |

Notas

## Producción
H2O: Just Add Water fue filmada en la localización de Sea World en Australia y en Gold Coast.
En la serie, se utilizaron 3 diferentes tipos de colas de sirena: colas a medida con las que nadan las actrices, una "cola flexible" y una "cola dura" para las acrobacias. Se tardó un total de 6 meses en construir las colas y los tops, que fueron realizados con yeso corporal y escamas hechas a mano de una en una. Cada cola junto con su correspondiente top pesa entre 12 y 15 kg. Para minimizar la visibilidad de las cremalleras en las colas, se agregaron escamas adicionales y crearon una cresta alrededor de la longitud de la cremallera. 
En el interior de cada cola, se colocaron correas para sujetar las piernas de las chicas y, la aleta caudal, fue diseñada con un pedal para ayudar a las actrices a nadar con mayor facilidad. Una vez que las actrices se ponen las colas, son llevadas al agua por el equipo.

## Cabecera
Algunas de las imágenes que se muestran en la cabecera de la serie son falsas, como por ejemplo la isla Mako. Sin embargo, se pueden ver diferentes ciudades y costas de Australia que son reales, por ejemplo la ciudad de Sídney.
La canción que acompaña a la cabecera fue compuesta por Shelley Rosenberg e interpretada por la cantante australiana Ellie Henderson, titulada «No ordinary Girl», en exclusiva para la serie.
En la segunda temporada los productores cambiaron algunas escenas de la cabecera y renovaron la cantante. Esta vez el tema de la serie fue cantado por Kate Alexa.
En la tercera temporada se renovó la cabecera, modificando por completo la estructura de la cabecera original, incluyendo los personajes de Indiana Evans y Luke Mitchell y eliminando a Claire Holt. Poco después, debido a la marcha del actor Angus McLaren, fue modificada nuevamente la cabecera. Esta vez su cantante oficial fue Indiana Evans.

## Banda sonora
El tema principal de la serie es "No Ordinary Girl".
Kate Alexa publicó un disco con la banda sonora de la serie, interpretando las siguientes canciones:
| Canciones                                  | Artista    |
| ------------------------------------------ | ---------- |
| 1. No Ordinary Girl (Cabecera de la serie) | Kate Alexa |
| 2. Where We Belong]                        | Kate Alexa |
| 3. Tonight                                 | Kate Alexa |
| 4. Waiting Here                            | Kate Alexa |
| 5. Somebody Out There                      | Kate Alexa |
| 6. You're Everything                       | Kate Alexa |
| 7. I Let Go                                | Kate Alexa |
| 8. Another Now]                            | Kate Alexa |
| 9. Help me Find my Way]                    | Kate Alexa |
| 10. Nobody Knows]                          | Kate Alexa |
| 11. Won't Walk Away]                       | Kate Alexa |
| 12. We Are Together]                       | Kate Alexa |

Indiana Evans también publicó un disco con la banda sonora de la tercera temporada, interpretando las siguientes canciones:
| Canciones                                  | Artista       |
| ------------------------------------------ | ------------- |
| 1. No Ordinary Girl (Cabecera de la serie) | Indiana Evans |
| 2. Work It Out                             | Indiana Evans |
| 3. Come Back to You                        | Indiana Evans |
| 4. Believe                                 | Indiana Evans |
| 5. If You Could Stay                       | Indiana Evans |
| 6. I Don't Mind                            | Indiana Evans |
| 7. Who Am I                                | Indiana Evans |
| 8. Now or Never                            | Indiana Evans |
| 9. I'm the Kinda Girl                      | Indiana Evans |
| 10. Pretty Baby                            | Indiana Evans |
| 11. Your Everything                        | Indiana Evans |
| 12. No Ordinary Girl (Instrumental)        | Indiana Evans |

## Episodios
| Temporada | Temporada | Episodios | Episodios | Emisión original           | Emisión original         |
| Temporada | Temporada | Episodios | Episodios | Primera emisión            | Última emisión           |
| --------- | --------- | --------- | --------- | -------------------------- | ------------------------ |
|           | 1         | 26        | 26        | 7 de julio de 2006         | 29 de diciembre de 2006  |
|           | 2         | 26        | 26        | 28 de septiembre de 2007   | 21 de marzo de 2008      |
|           | 3         | 26        | 26        | 26 de octubre de 2009 (UK) | 16 de abril de 2010 (UK) |

## Spin-Off
En julio de 2011, se anunció la producción de un spin-off de 26 episodios.
La nueva serie, Mako: Island of Secrets, sigue las aventuras de Zac, de 15 años, y las sirenas Sirena, Nixie y Lyla.
En la última serie del programa, Cariba Heine hace una aparición especial como Rikki Chadwick.
En mayo de 2015, un spin-off animado dirigido a niños se estrenó en Netflix , titulado H2O: Mermaid Adventures.

## Premios y nominaciones
| Año  | Premio                                    | Categoría                                                                   | Resultado |
| ---- | ----------------------------------------- | --------------------------------------------------------------------------- | --------- |
| 2007 | Logie Award                               | Programa de niños más destacado                                             | Nominada  |
| 2007 | Nickelodeon Australia Kids' Choice Awards | Mejor Show de TV                                                            | Nominada  |
| 2008 | Nickelodeon Australia Kids' Choice Awards | Mejor Show de Drama de TV                                                   | Nominada  |
| 2008 | Logie Award                               | Programa de niños más destacado                                             | Nominada  |
| 2008 | Premios del Instituto de Cine Australiano | Mejores Efectos Visuales                                                    | Ganadora  |
| 2008 | Premios del Instituto de Cine Australiano | Mejor drama de televisión infantil                                          | Nominada  |
| 2008 | Premios del Instituto de Cine Australiano | Mejor actriz principal en un drama televisivo (Phoebe Tonkin)               | Nominada  |
| 2008 | Premios del Instituto de Cine Australiano | Mejor actriz invitada o secundaria en un drama televisivo (Brittany Byrnes) | Nominada  |
| 2009 | Logie Award                               | Programa de niños más destacado                                             | Ganadora  |
| 2009 | Nickelodeon Australia Kids' Choice Awards | Mejor Show de Drama de TV                                                   | Nominada  |
| 2011 | Premios AACTA                             | Mejor serie de televisión infantil                                          | Nominada  |